# Satsuma

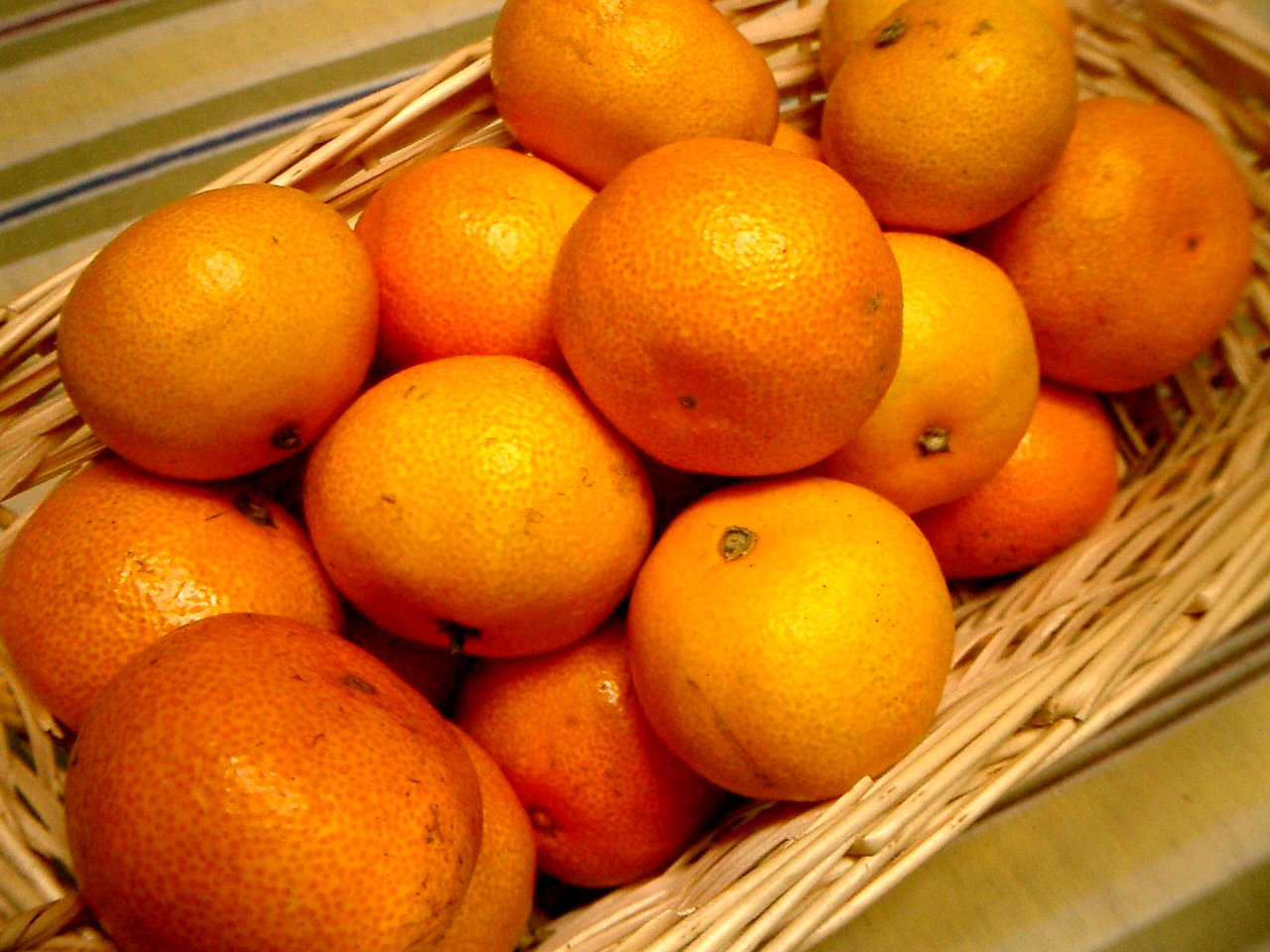
Một giỏ satsuma.

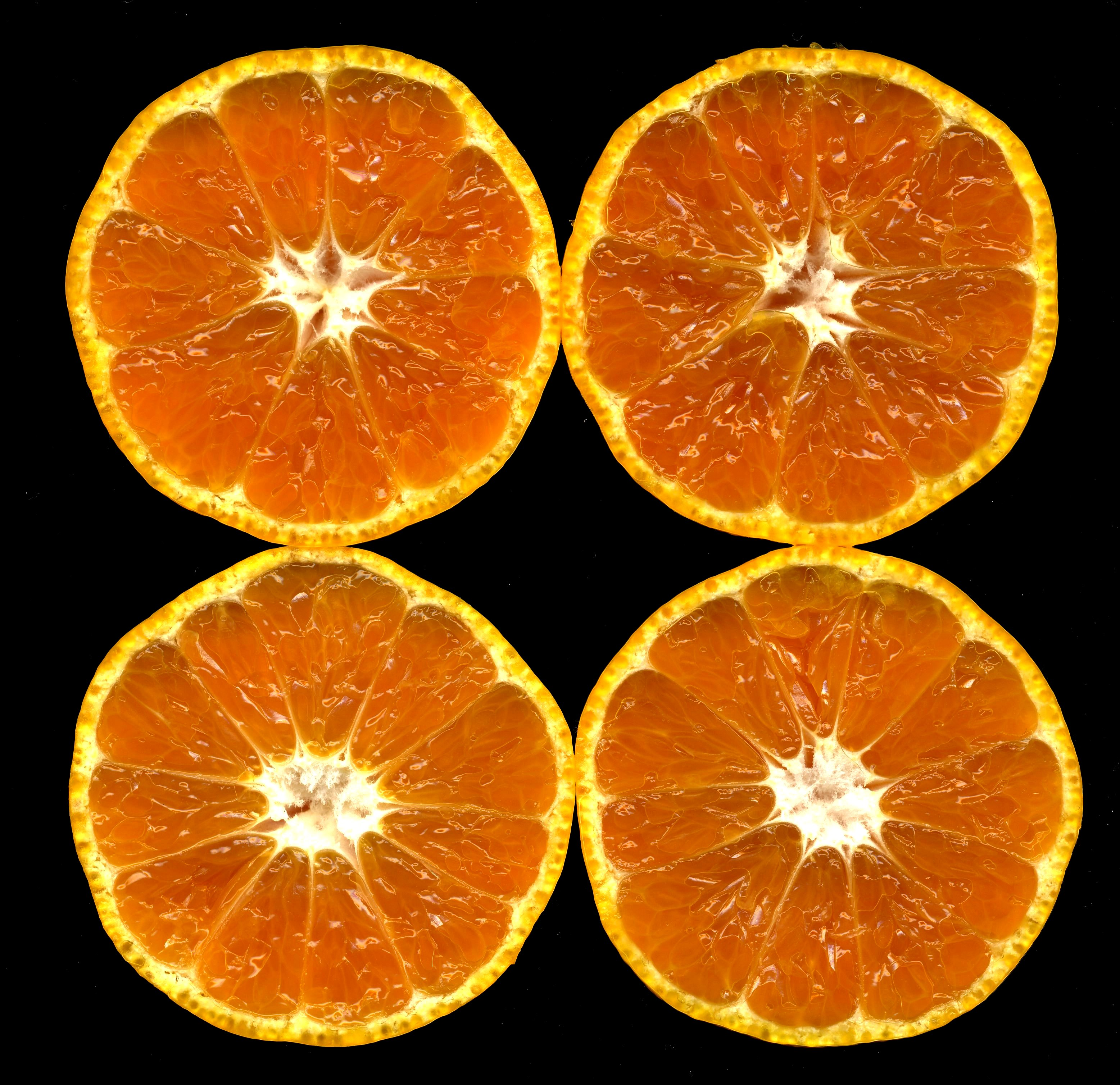
Mặt cắt của quả satsuma.

Satsuma hay cam ngọt Ôn Châu (Citrus unshiu) là một loại cây ăn quả đột biến thuộc chi Cam chanh có nguồn gốc từ Nhật Bản hoặc Trung Quốc và đã du nhập vào châu Âu.
Ở Nhật Bản, tên của nó là "cam ngọt" (mikan) hay "cam ngọt Ôn Châu" (unshū mikan, 温州蜜柑, Ôn Châu mật cam). Ở Trung Hoa, tên của loại cam này cũng là "Cam ngọt Ôn Châu" (Wēnzhōu Mìgān, 温州蜜柑, Ôn Châu mật cam). Loại quả này còn được gọi là "quýt không hạt" (无核桔, wúhé jú, vô hạch kết). Còn người Triều Tiên lại gọi loại quả này là "quýt" (橘, 귤, kyul).

## Tên gọi
Cái tên "cam ngọt Ôn Châu" liên quan tới thành phố Ôn Châu thuộc tỉnh Chiết Giang, CHND Trung Hoa. Đây là địa phương nổi tiếng về ngành trồng các loại cam và chanh. Thật ra loại cam ngọt Ôn Châu cũng đã được trồng ở Nhật Bản từ thời cổ, và các giống cam ngọt Ôn Châu trồng hiện nay ở Trung Quốc đều có nguồn gốc từ Nhật Bản.Quýt clementine không phải là quả cùng thứ với satsuma.

## Đặc điểm
Quả của loài cây này có vị ngọt và không có hạt, có kích thước to hơn quýt (Citrus reticulata) và nhỏ hơn cam. Một trong những đặc điểm của satsuma là vỏ quả rất mỏng, nhìn giống như da và có nhiều chấm nhỏ cùng với nhiều tuyến tinh dầu nằm xung quanh quả; điều này khiến quả rất dễ được bóc vỏ so với các loại quả khác thuộc chi Cam chanh. Thịt quả cũng rất dễ bị tổn thương trước những va đập mạnh - ví dụ như việc chuyên chở, mang vác không cẩn thận gây ra rơi rớt, va đập. Có điều là do có vỏ không kín khít với thịt quả nên những tổn thương ấy khó lộ ra ngoài và vì vậy khó có thể bị phát hiện bằng mắt thường. Vì vậy các nhà vườn thường ví satsuma là loại quả có chất lượng thất thường do lớp vỏ đã ngăn cản việc đánh giá chất lượng quả qua bề ngoài của nó.

## Lịch sử
Nguồn gốc của loài cây ăn quả này là từ Nhật Bản. Tuy nhiên cũng có ý kiến cho rằng loại quả này có nguồn gốc từ Trung Quốc và được trồng cách đây 2400 năm. Các giống cam ngọt Ôn Châu ở Trung Quốc hiện nay đều có nguồn gốc từ Nhật Bản; cụ thể là vào năm 1916, một số giống cây này đã được du nhập vào tỉnh Ôn Châu. Các giống cam ngọt ấy cùng với những giống cây mới phát triển từ nó trở thành loại cây ăn quả chủ lực trong các vườn cây trái Ôn Châu. Trung tâm của nghề trồng cam ngọt Ôn Châu nằm ở trấn Vu Sơn thuộc quận Âu Hải của Ôn Châu.

### Du nhập vào phương Tây
Loại cây ăn quả này được du nhập từ châu Á vào Phó vương quốc Tân Tây Ban Nha bởi các giáo sĩ Dòng Tên. Những vườn cam đầu tiên được dòng Tên tạo nên ở xứ đạo Plaquemines, Louisiana hiện nay vẫn còn tồn tại.
Loại quả này trở nên phổ biến hơn ở Hoa Kỳ vào cuối thế kỷ thứ 19. Trong năm 1876 vợ của một nhân viên tòa đại sứ Hoa Kỳ ở Nhật Bản đã đem một lượng cam ngọt Ôn Châu từ tỉnh Satsuma, Kyūshū về Hoa Kỳ; vì vậy tên của loại quả này được gọi là "cam Satsuma" mặc dù nguồn gốc thật sự của nó không phải ở địa phương ấy. Các thành phố mang tên Satsuma ở Alabama, Florida, Texas và Louisiana được đặt theo tên của cam ngọt Ôn Châu. Từ năm 1920 trở đi hạt Jackson tại doi đất Florida bắt đầu mang danh hiệu "Thủ đô cam Satsuma của thế giới." Tuy nhiên nền công nghiệp thương mại đã bị suy sụp nghiêm trọng sau khi một đợt giá rét khủng khiếp quét sang Hoa Kỳ vào cuối thập niên 1930. Sau đó cam ngọt Ôn Châu đã được trồng tại những vùng có khí hậu lạnh hơn vì giống cây này chịu rét tốt (một cây cam trưởng thành có thể chịu được nhiệt độ âm 9,5 độ bách phân (15 độ F) trong vòng vài giờ) và nhiệt độ thấp cũng làm vị ngọt của quả trở nên đậm đà hơn. Độ chịu rét của nó chỉ thua cây kim quất mà thôi. Cam ngọt Ôn Châu có ít gai và điều này cũng làm một điểm khiến nó được các nhà vườn ưa thích. Nếu gieo trồng bằng hạt thì sau 8 năm cây sẽ bắt đầu cho quả; các nhà vườn cũng thường ghép cành cam ngọt Ôn châu vào các cây bố thuộc Chi cam chanh hoặc họ Cửu lý hương khác - trong đó chỉ hay cam ba lá là loại cây bố thông dụng nhất.